# スターフォックス
『スターフォックス』(Star Fox) は、1993年2月21日に任天堂より発売されたスーパーファミコン用3Dシューティングゲーム。スターフォックスシリーズの第1作目。ヨーロッパでのタイトルは『Starwing』。

## 概要
任天堂が手がけるフライトシューティングゲームである。ロムカセットに搭載されているスーパーFXチップ（三次元描画方面強化回路）により描かれた3D空間の中を飛行する自機を操作し、各ステージをクリアしていく。スーパーファミコンで発売されたゲームソフトとしては初めての3D作品であった。同作の3Dグラフィック技術の基礎部分は、イギリスのアルゴノートソフトウェアにより開発された技術が任天堂に提供されている（同社の名前はエンディングクレジットにも挿入されている）。
登場するキャラクターは動物をモチーフにしたもので、例えば主人公のフォックスはキツネである。
ステージ途中で仲間や敵の通信が入ったり、一部ではあるがステージ上での行動がストーリー分岐を起こすなど、ストーリー性を強調する演出がなされていた。
続編としてスーパーFXチップ2を搭載した『スターフォックス2』の発売が予定されていたが、NINTENDO 64の発売が近づいていた時期であったため発売中止となり、本作や2で培った要素が『スターフォックス64』に継承された。
キャラクターの年齢など、設定や時系列はこの作品で独立しており、この作品のパラレルワールド的世界観で制作された64版以降の作品とは矛盾や相違点がある。
スーパーFXチップの関係でバーチャルコンソールを作るのは難しかったが、2017年10月5日に発売されたスーパーファミコンの復刻版『ニンテンドークラシックミニ スーパーファミコン』に本作が収録され、同時に開発中止となっていた続編の『2』も収録された。
2019年9月6日配信開始の『スーパーファミコン Nintendo Switch Online』（Nintendo Switchのオンラインサービス特典ソフト）にも収録されている。

## システム
プレイヤーは主人公のフォックスが乗るアーウィンを操る。
1つの惑星や宙域が1つのステージとなる。プレイヤーは惑星コーネリアのステージから始め、最終的にベノムのステージまでたどり着く。コーネリアからベノムまでのルートはレベル1〜3の全部で3つ存在しており、攻略するステージが違うほかに、それぞれ難易度も異なっている（高いレベルほど難易度が高い）。同じ名前のステージであってもルートが違えばステージ構造は異なる。原則的にレベル1〜2は全6面、レベル3は全7面。ステージを進めて、最後に待ち受けるボスを破壊することでステージクリアとなる。クリアすると、そのステージ全体で出現した敵機のうち何%を撃墜したかが集計される。撃墜率×100がスコアとなり、一定のスコアに達するごとにコンティニュー回数が1増える。
敵の攻撃を受ける、地形にぶつかるなどするとアーウィンのシールド残量が減っていく。減ったシールド残量はアイテムを取ることで回復し、ステージクリアによって完全に回復する。シールド残量が0になるとミスとなり、残機が1つ減る。残機が0の状態でミスをするとゲームオーバーになる。ゲームオーバーになった際にコンティニュー回数が残っていれば、そのステージから再開することができる。ただしその場合、アーウィンの状態およびスコアはリセットされる。
フォックスの他にも3人の仲間が戦線に参加しており、逐一アドバイスなどの通信を送ってくる。時々敵機に追われることがあり、この時は追われている仲間の機体のシールド残量が表示される。敵機を撃墜しないと一定時間ごとに仲間は25%ずつダメージを受け、最後には墜落してしまい（自機の攻撃でダメージを受けることは無い）、戦列に復帰することは無く、仲間のシールド残量の回復はできない。ステージクリアの際にも仲間の顔ウィンドウとシールド残量が表示され、墜落した仲間の顔ウィンドウは砂嵐に変化する。

## 自機の操作
プレイ開始前に4つのボタン配置から選択する。移動はボタン配置のタイプによって、上下移動の正逆（逆の場合、十字キー下で上昇）を選択できる。
ブラスター
通常攻撃でいわゆるレーザー。下記のアイテムにより威力を2段階、強化する事ができる。
スマートボム
いわゆるボンバー。対戦艦、対巨大兵器用に開発された高エネルギー爆弾。発射後、一定時間の経過や物体への接触または再度発射ボタンを押すことにより起爆し、効果範囲内の敵全てにダメージを与える。爆発した場所の中心に近いほど、敵に与えるダメージが大きい。最大5発まで搭載可能であり、アイテムにより補充が可能。
ブースト／ブレーキ
自機を数秒間だけ加減速する。一度使用するとブーストゲージを消費してしまい、再使用には数秒間のインターバルが必要。
クイックターン
L/Rボタンを押しながら移動することで素早くその方向に移動できる。機体を垂直に傾けるため、狭い地形の突破にも活用できる。
ローリング
L/Rボタンを2回連続で押すと自機が回転。素早くその方向に移動できる他、接触した敵の光学兵器（一部除く）を跳ね返すことができる。ただし敵に直接反射することはできず、防御用途のみとなる。
自機にはシールドゲージの他にウィングにも耐久力が設定されており、ウィングが受けた攻撃でシールドが減ることは無いが、ウィングは一定以上のダメージを受けると破損して飛行性能が落ちてしまう（基地内部など一部の狭いマップでは飛行性能は落ちない）。ウィングが受けたダメージはシールドと共に回復するが、破損したウイングは下記のウイングジャイロを入手しないと修復はされない。

## アイテム
スモールサプライ
黄色・灰色のリング。黄色のリングは特定の敵機を撃墜すると出現し、取るとシールドが少し回復する。灰色のリングはステージ上に初めから配置されているもので、取るとシールドが大幅に回復する。サークルを落とす敵を特定の場所で倒すことで出現する。
サプライサークル
青色のリング。いわゆるチェックポイントであり、取るとシールドが大幅に回復する。以後、そのステージで撃墜された場合は、残機が残っていればそこからの再スタートになる。サプライサークルを通らなかった場合は、シルバーフェニックス(大きな白い鳥)が現れて幾つかスモールサプライを落としていく時がある。
ツインブラスター
取るとブラスターが、シングル（初期状態）→ツイン（タイプA）→ツイン（タイプB）の順にパワーアップする。ツイン（タイプB）は、ツイン（タイプA）の1.5倍の破壊力を持つ上に、ブラスターの攻撃を跳ね返す装甲でも反射されない。ただし発射口が翼についているため、ウィングが破損するとシングルに戻ってしまう。
ウイングジャイロ
破損したウイングを修復できるアイテム。ウイングが破損している時にツインブラスターを取ると出現し、自動的に時間差で取得される。ただしこの場合はブラスターのパワーアップは無い。
スマートボム
スマートボムの使用可能回数が1つ増える。前述の通り、最大搭載数は5個まで。
パワーシールド
取ると特殊シールドが張られ、一定回数のダメージを無効にする（あまりにもダメージが大きい攻撃は完全には防げない）。ウィングに命中したり、ローリングで敵の弾を跳ね返したり、ダメージのない攻撃を受けても、耐久力は消耗される。耐久力が切れた場合はしばらくの間だけダメージを軽減し、その後に効果が完全消滅する。
トップス（1UP）
3つ1組で三角形を描くように配置されたオブジェクト。撃つと回転し始め、3つ全て撃つと中央に1UPアイテムのエクストラシップ(アーウィンをミニチュア化したようなもの)が出現し、それに接触するとアーウィンの残機が1機増える。トップス自体は障害物であり、衝突するとダメージを受ける。

## ストーリー
長い平穏を謳歌してきた恒星ライラット系に危機が訪れた。元凶は天才科学者Dr.アンドルフ皇帝。彼は惑星ベノムを拠点に、圧倒的な軍勢で周囲の惑星に侵略の魔の手を伸ばし、かつて自身を追放したコーネリアに攻めこもうとしていた。これに対し、コーネリア防衛軍はアンドルフ軍にコーネリアを占領させまいと奮闘するが、アンドルフ軍の兵器の前にまったく歯が立たず、敗戦に次ぐ敗戦を喫する。コーネリア防衛軍のペパー将軍は、ここに到り最後の手段を実行に移すことにした。投入するのは戦闘機「アーウィン」。反重力を発生することの出来るこの機体は従来の軍用機とは比較にならない性能を持っている。だが問題は、その操縦ができるパイロットがもはや軍に残っていなかったことだった。ペパー将軍は、ここである義賊団に目をつける。それは、かつてブラックホールに消えたフォックス・シニア軍曹の息子であるフォックス・マクラウドをリーダーとして、惑星パペトゥーンを拠点にアンドルフ軍の船だけを襲撃する宇宙義賊（説明書及び一部の攻略本では「雇われ遊撃隊」）「スターフォックス」の4人組だった。彼らが戦果を上げながらも金に困っていたことに将軍は着目し、アーウィンの操縦を依頼する。その結果、ペパー将軍の狙い通りにスターフォックスは難なくアーウィンを乗りこなす。そしてフォックスは、父の消失の原因をつくったアンドルフを倒すべく、仲間達と共にベノムへ向かうことになった。

## ライラット系
本作に登場する惑星、宙域などが存在する恒星系。登場するボスの詳細についてはアンドルフ#SFC版を参照。各惑星の詳細についてはスターフォックスシリーズの登場天体・宙域一覧を参照。

### 惑星
第IV惑星コーネリア（CORNERIA - THE BASE）
コーネリア防衛軍の本拠地がある惑星。自然と科学が見事に調和した惑星で、長い平和を謳歌していたが、アンドルフ軍からの攻撃を受け、軍が動き出した。コーネリア基地からの緊急発進シーンから始まる。ボスは、レベル1、2では宇宙空母「アタックキャリア」、レベル3では広角度攻撃タンク「デストラクター」。
メテオ・ベース（THE BATTLE BASE METEOR）
かつてはアミューズメント施設「メテオランド」があった小惑星。アンドルフ軍によってそれらの施設が撤去され、現在はアンドルフ軍の基地が敷設されている。ボスはクモ型改造兵器「ダンシングインセクター」。
第II惑星タイタニア（THE PLANET TITANIA）
ライラット太陽に地軸を向けて自転し、強い太陽光にさらされ続けている昼側と、全く日が当たらず厚い霧に覆われている夜側という2つの顔を持った惑星。そのために生命体が繁殖することはなかったが、その反面、様々な物資資源が豊富に眠っている。それを巡り、多くの惑星が占有権を争っていたが、現在はアンドルフ軍が惑星を丸ごと占領している。これまでは夜側に天候操作ユニットを設置し霧を取り除くことで夜側での資源発掘もされていたが、アンドルフ軍によってこのユニットを止められたために、夜側は本来の霧に覆われた環境に戻されてしまった。天候操作ユニットを再稼働させるべく、フォックス達はこの霧に覆われた夜側を進んでいくことになる。ボスは資源防衛ブレイン「プロフェッサーハンガー」（なお、実在の太陽系において、天王星の第3衛星は「タイタニア」または「ティタニア」（Titania）と呼ばれている（チタニアの項を参照））。
第V惑星フォーチュナ（THE PLANET FORTUNA）
自然に恵まれた惑星だが、その一方で恐竜が地表を支配し、凶暴な古代生物がその姿を変えることなく現存している。アンドルフはそれらの生物を飼育、あるいは改造することで、近代兵器にも勝るパワーを有す凶悪な戦闘兵器に育て上げた。ボスはサイボーグ双頭竜「モナークドドラ」。本作の難所の1つ。
第III惑星マクベス（THE PLANET MACBETH）
激しい天変地異に見舞われ、地表全体が穴だらけになってしまった惑星。その特異な地形をアンドルフは基地として利用。武器や弾薬を大量に運び込んだ結果、惑星全体が爆弾のようになり、いつ大爆発を起こすかも知れない大変危険な惑星と化した。ボスは光速回転体「スピニングコア」。
第I惑星ベノム（VENOM - THE FINAL GOAL）
アンドルフが永久追放された惑星。
惑星ベノムは特例として2つのステージに分かれており、軌道上のステージをクリアして大気圏突入し、惑星地表のステージにてボスを撃破後、中枢に突入するという流れになっている。
ベノム軌道上
惑星ベノムの軌道上を進むステージ。この軌道上には侵入者を迎撃するためのミサイル及び機雷が非常に多数配備されている。ボスは、レベル1では空間浮遊ロボット「ファントロン・バトルシップタイプ」、レベル2では超重力衛星「メタルスマッシャー」、レベル3では合体戦艦「グレートコマンダー・バトルシップタイプ」。
ベノム基地
惑星ベノムの地表を進むステージ。かつてはコーネリアに並ぶ優れた環境を持っていたが、アンドルフによって先住民は制圧され、惑星の環境が完全に破壊され、暗雲が立ちこめる機械惑星と化した。ボスは、レベル1では「ファントロン・ロボットタイプ」、レベル2では中枢警備マシン「ギャラクティックライダース」、レベル3では「グレートコマンダー・ロボットタイプ」。
ベノム中枢
惑星ベノムの地表内部。惑星ベノムの地下に建設された基地内部を進む。敵は存在せず、幾つかの障害物がある通路を抜けた後、最終ボスである「アンドルフ」との決戦となる。

### 宙域
アステロイドベルト（ASTEROID BELT）
惑星コーネリアを取り巻く小惑星群。その為、コーネリアを守る天然の防壁となっている。アンドルフ軍は、コーネリアに侵攻する為にこの小惑星群を破壊して前線基地を作ろうとする一方で、鉱物資源を活用して新しいコーティング技術を作り出している。また、ブラックホールや別の次元に飛ばされて行方不明となった事件が数件ある。ボスは、レベル1では小惑星破壊艇「ロッククラッシャー」、レベル3では前述の新しいコーティング技術を使用して製造された小型ステーション「ブレードバリア」。
スペースアマダ（THE ANDORF SPACE ARMADA）
アンドルフ軍の大型戦艦による宇宙最強艦隊。惑星コーネリアと惑星ベノムを一直線上に結ぶ場所に配備されている。ボスはスペースアマダの旗艦である最大指揮艦の中枢に位置する防御機構つきコンピューター「アトミックベース」。このボスと後述のアトミックベースIIは分厚い装甲によって外部からの攻撃がまったく利かず、ハッチから内部に突入し、コアを破壊することになる。
セクターX（SECTOR X）
元々はアステロイドベルトの一部分だったが、アンドルフ軍の小惑星破壊艇によって大部分が破壊されている。現在は前線基地を建設中のため、多くの資材が浮遊している。ボスは小惑星破壊艇「ロッククラッシャー」。本作の難所の1つ。
セクターY（SECTOR Y）
巨大な宇宙生物が数多く生息する宙域。この生物群はアンドルフ軍ですら恐れており、惑星ベノムに近い場所でありながらも迎撃部隊の配備は極端に少ない。その代わりに、生物群によって天然の防衛ラインが出来ている。ボスは機械生命体「プラズマヒドラ」。
セクターZ（SECTOR Z）
惑星フォーチュナと惑星マクベスの間にある宙域。第二前線基地を建設しようとしており、セクターX同様に多数の資材が浮遊している。ボスは拠点増設機関「アトミックベースII」。本作の難所の1つ。

### 異空間
どのルートにも属していない空間。特殊な条件を満たすことで入ることが可能。通常の惑星、宙域では考えられない超常現象が発生することもある。いずれも横ラスタースクロールによる歪んだ背景によって、明らかな異空間であることが判るようになっている。
ブラックホール（THE AWESOME BLACK HOLE）
アンドルフの実験によって作り出された全てを飲み込む宇宙の墓場。フォックスの父親もここで姿を消した。アステロイドベルトのステージ中から入る事ができる、いわゆるワープゾーン。内部は敵機の残骸やアイテムなどがそこかしこに浮遊しており、数ヶ所に存在する出口はいずれも終盤のステージへ繋がっていて、中には別のレベルへ移動できる物もある。出口のサークルから脱出しない限りは永久にループする構造となっており、ボスは存在しない。通過したサークルによって出口が違う。しかし同じサークルをくぐれば同じ場所へ進むのでランダムではない。
アウト オブ ディス ディメンション（OUT OF THIS DIMENSION）
アンドルフの実験によってその存在が示唆されている、別次元の世界。アステロイドベルトのステージ中から入る事ができる、いわゆる隠しステージ。ステージBGMはヨハン・シュトラウス2世作曲のワルツ『春の声』をアレンジしたものが使用されており、紙飛行機をモチーフにした敵キャラクターなどが登場するほか、背景は五芒星や顔つきの惑星といったもので構成され、コミカルかつサイケデリックな雰囲気を醸し出す。
ボスはスロットマシン。攻撃を加えてスロットを回し、アンドルフの顔の絵が出てくるとスロットマシーンが攻撃を仕掛け、777とアンドルフの顔以外が揃うとシールドが回復するコインを出す。こちらの攻撃ではダメージを全く受けず、777をそろえるとコインを大量に出した後自爆し、倒したことになる。ボス戦BGMは童謡『雪』と『聖者の行進』と『ちょうちょう』をアレンジしたものが使用されている。
ボスを撃破した時点でエンディングと同様にスタッフロールが流れ出し、最後に「THE END」の文字が出現するのだが、このエンドロール自体もミニゲームとなっており、シールドの続く限り永久にゲームが続行する。逆に言えば一度入るとリセットあるいはゲームオーバーにならない限り脱出は不可能である。

## 登場キャラクター

### 「スターフォックス」チーム
フォックス・マクラウド（Fox McCloud）
年齢：25歳 / 身長：152cm / 体重：46kg / 種族：キツネ
本作の主人公。宇宙軍士官学校にてパイロットの訓練を受けていたが、父の訃報を受けて退学し、チームを結成。常に先陣を切る若きチームリーダー。
ファルコ・ランバルディ（Falco Lombardi）
年齢：28歳 / 身長：175cm / 体重：51kg / 種族：タカ
フォックスの元ライバルで、パイロットとしてはメンバーの中で優秀。
ペッピー・ヘア（Peppy Hare）
年齢：34歳 / 身長：143cm / 体重：54kg / 種族：ウサギ
フォックスの父の元部下で、チームのムードメーカー的存在。
スリッピー・トード（Slippy Toad）
年齢：19歳 / 身長：113cm / 体重：46kg / 種族：カエル
フォックスの士官学校時代の後輩でメカに強いが、消極的でやや気弱な所がある。

### コーネリア防衛軍
ペパー将軍（General Pepper）
スターフォックスにアーウィンを託し、アンドルフ軍掃討を依頼した人物。各ステージに入る際にアドバイスをしてくれる。
フォックス・シニア（Fox Sr.）
フォックスの父親で、コーネリア防衛軍の軍曹。宇宙海賊掃討作戦を終えてコーネリアへ帰還していた途中にブラックホールに飲み込まれ、行方不明となった。その後、セクターY、セクターZ、ベノムの3ヶ所にてシニア機の破片がそれぞれ発見されている。
デスラ・コバー
コーネリア防衛軍の軍曹で、裏設定のみの登場人物。偵察隊員としてアーウィン型指令偵察機「Mスカウター」に乗り、全戦域の映像とアンドルフ軍の情報をコーネリアに送り続けていたが、アステロイドにて謎の怪鳥と遭遇し、残骸も残さず消息を絶った。
ベアー・ノウグッチーニ
裏設定のみの登場人物。デスラと共に偵察任務を遂行していたが、任務完了後の帰投中にセクターYにてクジラのような巨大生物「スペースホエール」と接触し、そのまま飲み込まれてしまった。

### 敵
アンドルフ（Andorf）
コーネリア出身。若い頃から数々の研究開発で成果を挙げてきたが、私利私欲の為に危険な実験に走ってしまい、それが原因で惑星ベノムに永久追放された科学者。ベノムを軍事基地に改造し、ライラット系の各惑星への侵略を開始した。
戦いの際は、鉄板状の板で構成された大きな顔の内部にアンドルフ本人の顔が描かれた立方体のようなコアが隠されている。大きな顔の状態ではブラスターを反射するほか、白い板を吐いたり光学兵器で攻撃する。実はアンドルフ本人に代わって総指揮を行うキューブ型コンピュータであり、機械であるにもかかわらず独自の意志を持って行動することが可能となっている。そのためアンドルフ本人は一切登場していない。

## 他機種版
| No. | タイトル                                      | 発売日                      | 対応機種        | 開発元 | 発売元 | メディア     | 備考 |
| --- | --------------------------------------------- | --------------------------- | --------------- | ------ | ------ | ------------ | ---- |
| 1   | ニンテンドークラシックミニ スーパーファミコン | 2017年9月29日 2017年10月5日 | -               | 任天堂 | 任天堂 | 内蔵ソフト   |      |
| 2   | スーパーファミコン Nintendo Classics          | 2019年9月6日                | Nintendo Switch | 任天堂 | 任天堂 | ダウンロード |      |

## スタッフ
- エグゼクティブプロデューサー：山内溥
- プロデューサー：宮本茂
- ディレクター：江口勝也
- アシスタントディレクター：山田洋一
- ゲームデザイン：宮本茂[15]
- プログラマー：ディラン・カスバート、ジャイルズ・ゴダード、クリスター・ウォンベル
- 3Dシステム：ピーター・ウォーンズ、カール・グラハム
- グラフィックデザイナー：今村孝矢
- シェイプ・デザイナー：渡辺剛
- サウンドエフェクト：近藤浩治
- ミュージックコンポーザー：平澤創
- スーパーFXスタッフ：ジェレミー・サンズ、ベン・チーズ、リチャード・クルカス、SATOSHI NISHIFUMI、角井博信
- ソフトウェア・サポート： 西田泰也、川口康弘、山城重喜
- 協力：アルゴノートソフトウェア

## 評価
- ゲーム誌『ファミコン通信』の「クロスレビュー」では、10・9・8・7の合計34点（満40点）でゴールド殿堂入りを獲得[18][24]、レビュアーからの肯定的な意見としては、「任天堂のポリゴンゲームの完成度がここまで高いとは思っていなかった」、「ゲーム自体はありがちな内容だがさすが任天堂、ツボを抑えており飽きないゲーム作りになっている」、「『スターブレード』や『バーチャレーシング』には遠く及ばないけど、洗練されてるからいい感じ」などと評されているが、否定的な意見としては、「気分爽快になれるほどのスピード感じゃないのが惜しい」、「もっとバリバリポリゴンが出てバリバリ動く、バリバリ系のゲームかと思ってたんだけど、意外とおとなしい」などと評されている[24]。

- ゲーム誌『ファミリーコンピュータMagazine』の読者投票による「ゲーム通信簿」での評価は以下の通りとなっており、23.44点（満30点）となっている[1]。この得点はスーパーファミコン全ソフトの中で29位（323本中、1993年時点）となっている[1]。また、同雑誌1993年8月情報号特別付録の「スーパーファミコンオールカタログ'93」では、「新開発の『スーパーFXチップ』を搭載し、これまでの家庭用ゲーム機にはなかった本格的なポリゴン処理による3Dシューティングゲーム」と紹介されている[1]。その他、『SUPER FAMICOM Magazine』1993年8月情報号特別付録の「スーパーファミコンオールカタログ'93」巻末に収録されている「部門別ベスト30」では、お買い得度30位、オリジナリティ9位を獲得している[23]。

| 項目 | キャラクタ | 音楽 | 操作性 | 熱中度 | お買得度 | オリジナリティ | 総合  |
| 得点 | 3.79       | 3.91 | 3.76   | 4.07   | 3.68     | 4.23           | 23.44 |